# ОСВОД

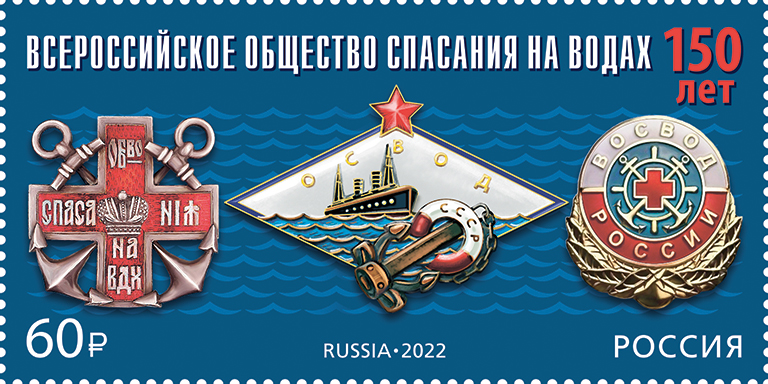
Почтовая марка России 2022 года ко 150-летию Всероссийского общества спасания на водах с изображением членских значков Общества

ОСВО́Д (акрон., О́бщество спаса́ния на во́дах, Всеросси́йское о́бщество спаса́ния на во́дах) — советская ОСВОД, российская ВОСВОД и белорусская ОСВОД — добровольная массовая общественная организация, имеющая целью охрану жизни и здоровья людей на водоёмах (предупреждение несчастных случаев, обучение населения плаванию и способам спасания); помощь спасательным службам; упорядочение использования маломерных судов судоводителями-любителями.

## История

### Российская империя

Флаг Общества подания помощи при кораблекрушениях, утвержденный 1 июня 1872г

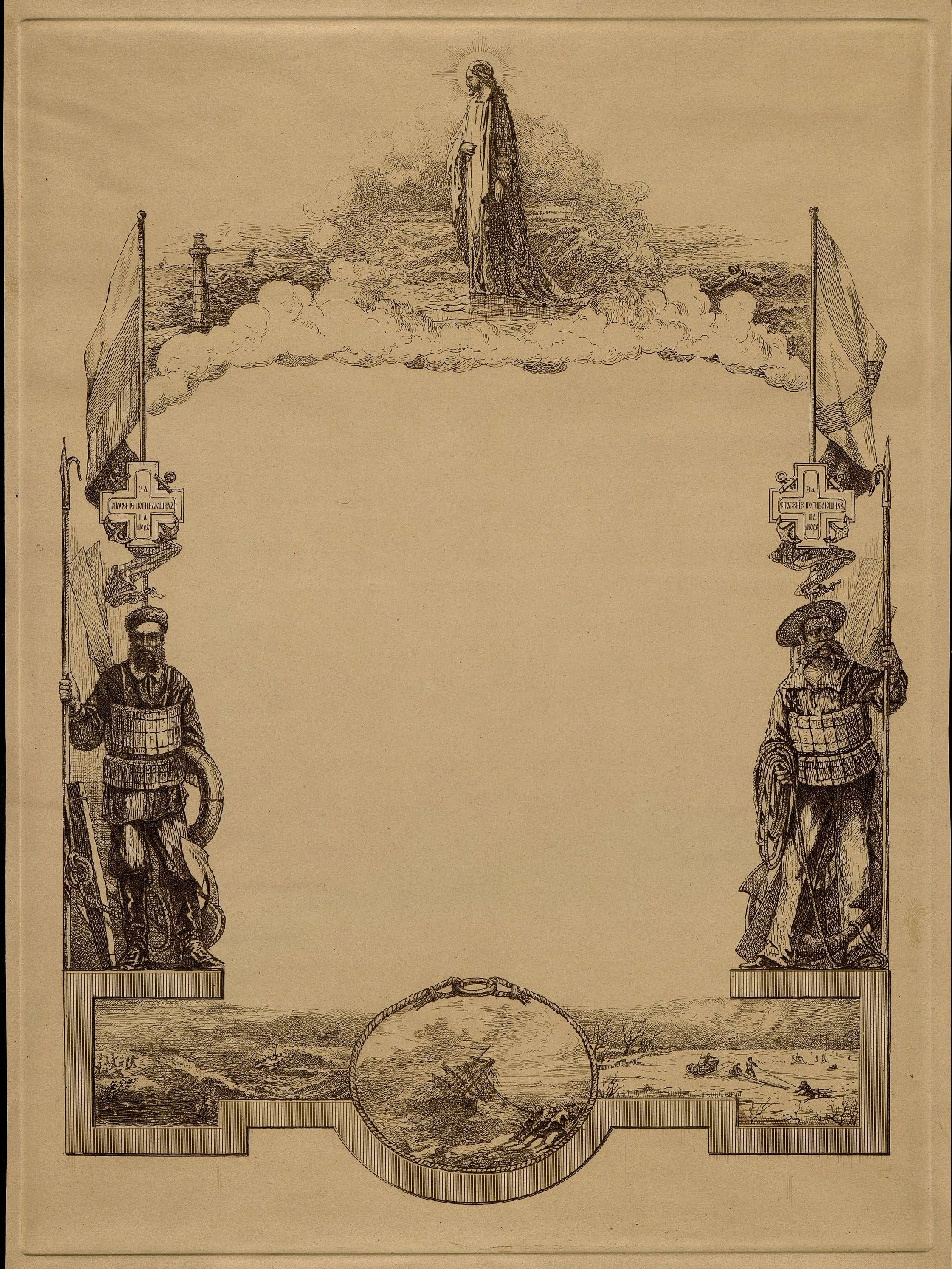
Рамка наградного листа «За спасение погибающих на море». Кон. XIX в.

Под впечатлением спасения жизни императора Александра II при покушении 4 (16) апреля 1866 года, по инициативе кронштадтских моряков в Российской империи возникло Общество подания помощи при кораблекрушениях, председателем которого стал вице-адмирал К. Н. Посьет. 3 июля 1871 года императором Александром II был утверждён устав общества подания помощи при кораблекрушениях. 7 (19) марта 1872 года состоялось первое заседание членов Общества, избравшее правление. Именно эту дату принято считать днём создания Общества.

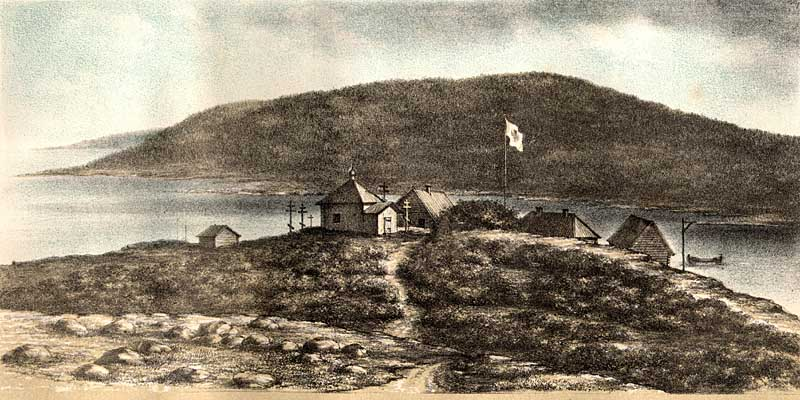
«Троицкая» спасательная станция, Соловки, 1884 г.

В 1890 году организация была переименована в Общество спасания на водах, а в 1892 году получило название Императорское Российское общество спасания на водах. Общество активно вело просветительскую и практическую работу, в том числе в 1891—1917 годах издавало ежемесячный журнал «Спасание на водах».
К началу XX века в обществе было 12 тысяч действительных членов, оно вело работу в большинстве губерний Российской империи, где работали окружные управления. Общество развернуло 57 морских лодочных станций и 77 речных, а также 168 полустанций, 10 маячных огней, содержало 88 переправ. По настоянию общества Священный Синод распорядился, чтобы во время туманов звонили колокола всех церквей, расположенных на морских берегах.
Территориальное развитие общества привело к созданию в период 1872—1914 годах 97 округов и 46 отделов Общества, объединявших 8200 членов по всей стране.

### Период СССР
В 1918 году решением Совнаркома РСФСР общество было передано в ведение Главного управления водного транспорта.
В 1925 году Совнарком СССР учредил ЦК Общества спасания на водах (ОСНАВ) при НКПС.
В 1928 году состоялся 1-й съезд ОСНАВа, на котором был избран председателем М. И. Калинин и утверждён устав.
В 1930—1932 годах общество издавало журнал «Штурвал».
В 1931 году ОСНАВ переименован в Союз обществ содействия развитию водного транспорта и охраны жизни людей на водных путях СССР (Союз ОСВОД).
В 1943 году Союз ОСВОД был ликвидирован, функции спасательной службы переданы наркоматам морского и речного флотов.
С 1948 года спасательная служба находилась в ведении ДОСФЛОТА, с 1956 года — ДОСААФ, с 1966 — различных министерств союзных республик.

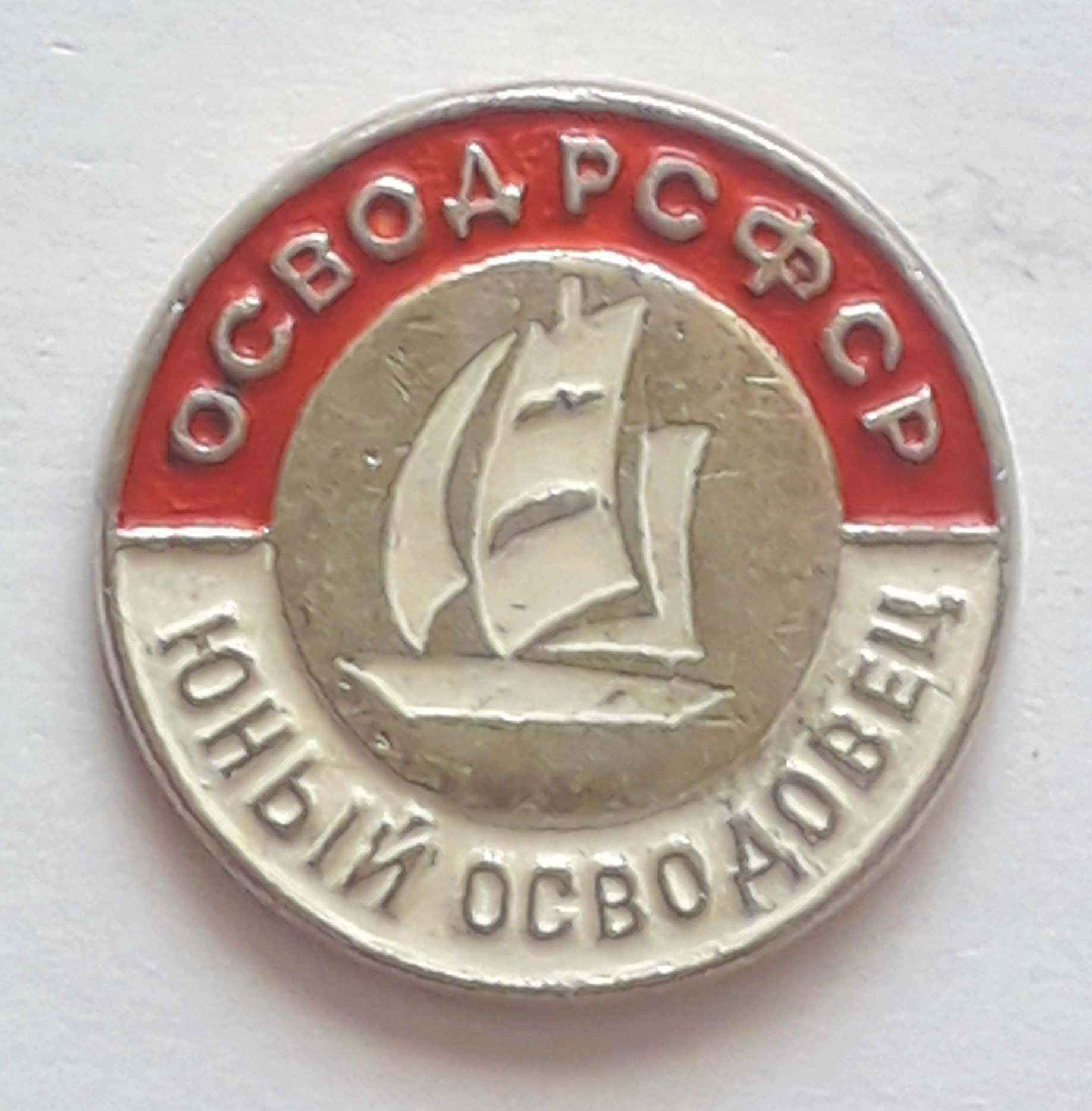
Нагрудный знак, 1970-к годы

В 1970 году ЦК КПСС и Совмин представили ОСВОДу большие полномочия и обеспечили государственным содержанием из средств союзного бюджета.
К 1974 году ОСВОД РСФСР объединил 73 областных, краевых, автономно-республиканских и городских (Москвы и Ленинграда) совета (62000 первичных организаций, 10 млн членов, в том числе 2,8 млн юных осводовцев). ОСВОД РСФСР Центральную лабораторию по разработке новых видов спасательной техники, учебный центр, осуществляющий методическое руководство деятельностью 72 школ и пунктов специальной подготовки водолазов-спасателей, инструкторов по плаванию и др.
В 1971—1973 годах общества спасания на водах были организованы в других союзных республиках.
В 1987 году ОСВОД был принят в Международную федерацию спасания на водах (ФИС).
Обществу принадлежали 8 предприятий, которые выпускали оборудование для спасателей: спасательные жилеты, круги, разборные каркасные бассейны, флаги и вымпелы, а также учебную и наглядную литературу и плакаты. В их числе было рекламно-информационное бюро «Дельфин».

### Период 1990-х гг.
В 1990-е многие предприятия и организации, которые были коллективными членами ОСВОД и содержали его за счёт своих коллективных взносов, банкротились и закрывались. ОСВОД стремительнош разваливался, местные отделения ОСВОДа исчезли. Люди больше не желали бесплатно работать ради спасения утопающих.
Информационно-издательское агентство «Дельфин» было приватизировано и ликвидировано, потому что методические пособия и плакаты оказались больше не нужны. Здание Центрального Совета ОСВОД было передано новым случайным владельцам.
Спасательные базы и учебные центры ОСВОД, которые были построены на красивых и удобных берегах, перешли в лапы хитрых дельцов разного пошиба.
Вдвое сократилось число краевых, областных, городских и районных организаций ОСВОДа. Осталось только 57% региональных организаций РФ.
Очередной VII съезд, который должен был состояться 9 апреля 1996 года, не состоялся.

### Новый период, 2000-е гг.
Указом президента РФ В. Путина от 28 августа 2003 года № 991 «О совершенствовании единой государственной системы предупреждения и ликвидации чрезвычайных ситуаций» была сформулирована задача по совершенствованию безопасности на водах. 

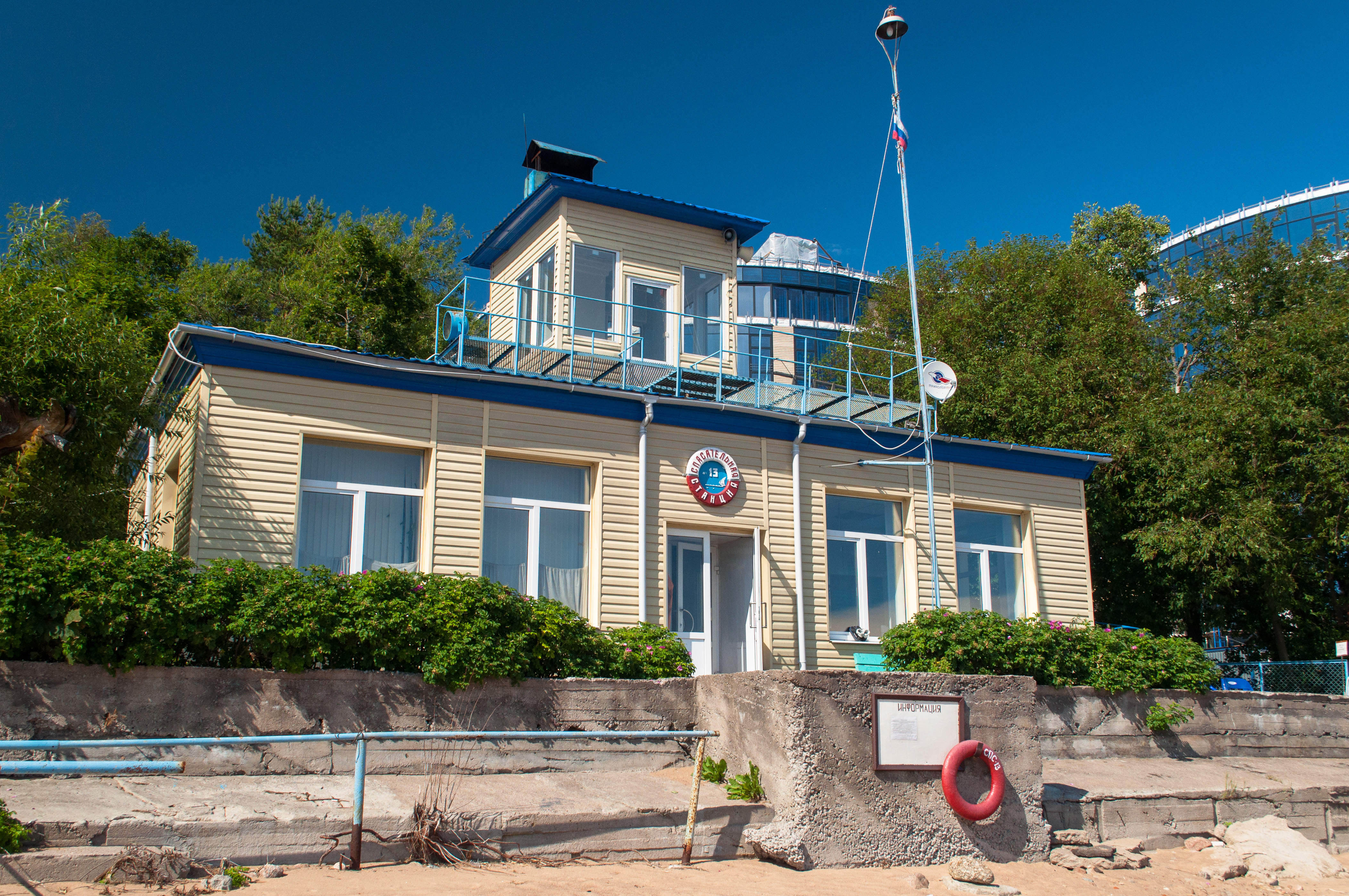
Спасательная станция у пляжа "Чудный". Побережье Финского залива, Санкт-Петербург, Россия

В развитие поставленных задач Общероссийская общественная организация «Всероссийское общество спасания на водах» (ВОСВОД), по настоянию 46 регионов и инициативе организационного комитета, провела в январе 2004 года Всероссийскую конференцию по безопасности на водах и очередной VIII съезд. В работе конференции и съезда приняли участие представители администрации президента, правительства, федеральных министерств и ведомств, субъектов РФ. В Министерстве юстиции была зарегистрирована Общероссийская общественная организация «Всероссийское общество спасания на водах» (ВОСВОД) (свидетельство о регистрации №1027700582942 от 23.07.2004 года).
С 1995 года в соответствии с федеральным законом ОСВОД России входит в систему аварийно-спасательных служб, министерств, ведомств и организаций на море и водных бассейнов РФ. ОСВОД России принят в Международную федерацию спасания на водах (ФИС).
Спасатели-ОСВОДовцы РФ на чемпионатах мира и Европы завоевали: 5 кубков, свыше 100 золотых, серебряных и бронзовых медалей.

## Современное положение
Сейчас ОСВОД имеет отделения в 73 регионах РФ, в них работают более 30 тысяч человек.
В организации предусмотрено форменное обмундирование со знаками различия (погоны, нарукавные нашвики) по категориям.
Имущество ОСВОД, накопленное в советские годы, полностью утрачено.
Председатель Центрального совета общества — генерал-полковник внутренней службы в отставке Пётр Нелезин.
27 февраля 2020 года в Минске подписано соглашение РФ (ВОСВОД) и РБ (ОСВОД).
29—30 ноября 2021 года в Смоленске прошёл Учебно-методический сбор председателей ВОСВОД.
30 сентября 2022 года добровольцами из ВОСВОД были проведены масштабные учения в центре Смоленска.